# KSFV-CD
KSFV-CD é uma emissora de televisão estadunidense com sede na cidade de Los Angeles, Califórnia. Opera no canal 27 UHF digital, e é uma afiliada da Jewelry Television. Pertence a Venture Technologies Group. Seus estúdios estão localizados na Wilshire Boulevard, em Mid-Wilshire, e seu transmissor está localizado na Box Springs Mountain, no noroeste do condado de Riverside.

## História
A emissora foi licenciada pela primeira vez em 13 de abril de 1989 como K24CM, uma emissora de baixa potência autorizada para o canal 24 de propriedade da Universidade do Estado da Califórnia. A concessão foi transferida para a Northridge Community Broadcasting Company em 24 de junho de 1991. Com a parceria da Venture Technologies Group, a emissora começou a operar em 1° de agosto de 1992 com o prefixo KSFV-LP, transmitindo programas jornalísticos de redes de diversos países em diferentes linguagens via satélite.
Em 30 de abril de 2001, após ter a concessão transferida para a Venture Technologies, a KSFV-LP mudou de canal e passou a operar no canal 26 UHF, estreando uma programação independente em espanhol, direcionada a imigrantes da América Central, que contou com um telejornal exibido às 19h, produzido por um departamento de jornalismo que contava com 10 funcionários, o Noticiero Centro Americano, programas sindicados centro americanos e programas da versão espanhola da MTV e da VH1 Uno.
Em outubro de 2002, a emissora solicitou a concessão do canal 6 VHF, para evitar interferências de sinal com a afiliada da PBS, KVCR-DT (canal 24 de San Bernadino), que havia ativado seu sinal digital no canal 26 UHF em 2001. A solicitação foi atendida em 5 de fevereiro de 2004, quando a emissora passou a operar no canal.
Em novembro de 2005, a KSFV-LP fez mudanças em sua programação e deixou de exibir alguuns programas. Em 2 de fevereiro de 2006, a emissora passou a operar como uma emissora de rádio, transmitindo a programação da rádio católica Guadalupe Radio. Por operar no canal 6, o áudio da KSFV-LP podia ser sintonizado em FM, na frequência 87,75. 
Em 14 de janeiro de 2009, o prefixo foi alterado para KSFV-CA, 5 anos após a FCC conceder autorização para que a mesma passasse a ser uma emissora de classe A. Em 9 de março de 2009, a Venture Technologies anunciou que havia assinado um contrato de locação de canal com a Mega Media Group para lançar um formato "dance radio", que consiste em uma programação com músicas dos gêneros dance e eletrônica, encerrando assim o formato religioso em espanhol na frequência. A programação estrearia em 1° de junho, e teria a marca "Pulse 87", tendo base no mesmo formato implantado pela Mega Media na WNYZ-LP de Nova York. No entanto, a Venture Technologies anunciou ao portal Radio World que não teria fechado o negócio com a Mega Media. A Mega Media fechou em outubro de 2009, e a KSFV-CA manteve a mesma programação. 
Em 31 de março de 2017, a KSFV-CD saiu do ar, após encerrar o acordo de aluguel de sua torre. A emissora entrou com um pedido para compartilhamento do canal 27 UHF digital com a KPOM-CD de Ontario em 31 de agosto. A solicitação foi aprovada pela FCC em 10 de outubro, e a KSFV-CD retornou ao ar em 7 de dezembro do mesmo ano.

## Sinal digital
| PSIP | Canal digital | Resolução de vídeo | Programação                                           |
| ---- | ------------- | ------------------ | ----------------------------------------------------- |
| 27.1 | 27 UHF        | 480i               | Programação principal da KSFV-CD / Jewelry Television |
| 27.2 | 27 UHF        | 480i               | Mana del Cielo TV                                     |
| 27.3 | 27 UHF        | 480i               | Corner Store TV                                       |
| 27.5 | 27 UHF        | 480i               | Alkarma TV                                            |

Em 12 de abril de 2013, a emissora ativou seu sinal digital pelo canal 22 UHF.

### Transição para o sinal digital
Por ser uma emissora de classe A, a KSFV-CD não encerrou suas transmissões analógicas em 12 de junho de 2009. A emissora continuou sua operação no canal 6 VHF até 4 de agosto de 2015, quando desativou seu sinal analógico para ser substituída no canal 6 VHF e em 87,75 FM pela emissora irmã, KZNO-LP, no mesmo dia. A KZNO-LP manteve a programação da Guadalupe Radio, e continua operando no sinal analógico.

## Equipe

### Membros antigos
- Dunia Elvir (hoje na KVEA)
- Elmer Polanco
- Claire Cifuentes
- Ruben Olague